# Jocelyn Angloma
Jocelyn Angloma (Les Abymes, 7 agosto 1965) è un allenatore di calcio ed ex calciatore francese originario di Guadalupa, di ruolo difensore o centrocampista, commissario tecnico della nazionale guadalupense.

## Caratteristiche tecniche

### Giocatore
Difensore duttile, molto dotato sul piano atletico e abile in fase di spinta, non disdegnava la via del gol. Prediligeva agire sulla fascia destra, in modo da andare al cross col proprio piede preferito, ma era in grado di disimpegnarsi anche sul lato opposto.

## Carriera

### Giocatore

#### Club

Angloma (a destra) all'Inter nel 1997, in marcatura sull'atalantino Filippo Inzaghi

Cresciuto nelle giovanili dell'Étoile de Morne, squadra guadalupegna, esordì in Ligue 1 con la casacca del Rennes. Dopo due stagioni, in cui collezionò 37 presenze e 1 gol, nella stagione 1987-1988 passò alla corte del Lilla, dove rimase per tre stagioni.
Dopo un solo anno con i colori del Paris Saint-Germain, nella stagione 1991-1992 approdò all'Olympique Marsiglia; con la squadra marsigliese restò per tre anni, riuscendo a vincere la Ligue 1, sia nel 1991-1992, sia nel Division 1 1992-1993, titolo che venne poi revocato a seguito dell'Affare VA-OM, ma soprattutto la Champions League nello stesso anno.
Con la squadra di Marsiglia disputò anche il Campionato 1993-1994, e a seguito della retrocessione a tavolino della squadra fu ceduto a fine stagione.
Nel 1994 venne acquistato dal Torino: dopo un avvio stentato, iniziò a offrire un buon rendimento. Con i granata disputò due stagioni, per poi passare all'Inter, con la quale sfiorò la vittoria della Coppa UEFA, perdendo ai rigori nel doppio scontro finale con lo Schalke 04.
Dopo l'esperienza nel campionato italiano, nell'estate del 1997 si trasferì al Valencia per 2,4 miliardi di lire. Con la squadra spagnola vinse la Coppa del Re nel 1999 e la Supercoppa di Spagna, ma per ben due volte, nel 2000 e nel 2001 uscì sconfitto dalla finale di Champions League. Nella sua ultima stagione con la squadra spagnola riuscì a vincere la Liga.
Nel 2003 fece ritorno in Guadalupa, giocando fino al 2007 nella squadra in cui era cresciuto, l'Étoile de Morne; durante questo periodo, nel gennaio 2006 divenne anche osservatore del Lilla.

#### Nazionale
Con la nazionale Under-21 francese ha vinto l'europeo 1988. Ha vestito la maglia della nazionale maggiore per 37 volte, partecipando agli europei 1992 – venendo inserito nella squadra ideale del torneo – e 1996.
Tra il 2006 e il 2007 ha fatto parte della rosa della nazionale guadalupense, non riconosciuta dalla FIFA, a cui è però concesso di partecipare alle competizioni CONCACAF. Con Guadalupa ha partecipato alla Coppa dei Caraibi 2007, riuscendosi a qualificare (per la prima volta nella storia) alla CONCACAF Gold Cup 2007, dove la nazionale è stata sconfitta in semifinale dal Messico.

### Allenatore
Terminata la carriera agonistica, dal luglio 2007 è l'allenatore dell'Étoile de Morne. Nel 2009 diventa vice allenatore della nazionale guadalupense.

## Statistiche

### Cronologia presenze e reti in nazionale

#### Francia
| Cronologia completa delle presenze e delle reti in nazionale ― Francia | Cronologia completa delle presenze e delle reti in nazionale ― Francia | Cronologia completa delle presenze e delle reti in nazionale ― Francia | Cronologia completa delle presenze e delle reti in nazionale ― Francia | Cronologia completa delle presenze e delle reti in nazionale ― Francia | Cronologia completa delle presenze e delle reti in nazionale ― Francia | Cronologia completa delle presenze e delle reti in nazionale ― Francia | Cronologia completa delle presenze e delle reti in nazionale ― Francia |
| Data                                                                   | Città                                                                  | In casa                                                                | Risultato                                                              | Ospiti                                                                 | Competizione                                                           | Reti                                                                   | Note                                                                   |
| ---------------------------------------------------------------------- | ---------------------------------------------------------------------- | ---------------------------------------------------------------------- | ---------------------------------------------------------------------- | ---------------------------------------------------------------------- | ---------------------------------------------------------------------- | ---------------------------------------------------------------------- | ---------------------------------------------------------------------- |
| 13-10-1990                                                             | Parigi                                                                 | Francia                                                                | 2 – 1                                                                  | Cecoslovacchia                                                         | Qual. Euro 1992                                                        | -                                                                      | 52’                                                                    |
| 17-11-1990                                                             | Tirana                                                                 | Albania                                                                | 0 – 1                                                                  | Francia                                                                | Qual. Euro 1992                                                        | -                                                                      | 82’                                                                    |
| 14-8-1991                                                              | Poznań                                                                 | Polonia                                                                | 1 – 5                                                                  | Francia                                                                | Amichevole                                                             | -                                                                      |                                                                        |
| 4-9-1991                                                               | Bratislava                                                             | Cecoslovacchia                                                         | 1 – 2                                                                  | Francia                                                                | Qual. Euro 1992                                                        | -                                                                      | 77’                                                                    |
| 12-10-1991                                                             | Siviglia                                                               | Spagna                                                                 | 1 – 2                                                                  | Francia                                                                | Qual. Euro 1992                                                        | -                                                                      |                                                                        |
| 20-11-1991                                                             | Parigi                                                                 | Francia                                                                | 3 – 1                                                                  | Islanda                                                                | Qual. Euro 1992                                                        | -                                                                      |                                                                        |
| 19-2-1992                                                              | Londra                                                                 | Inghilterra                                                            | 2 – 0                                                                  | Francia                                                                | Amichevole                                                             | -                                                                      |                                                                        |
| 25-3-1992                                                              | Parigi                                                                 | Francia                                                                | 3 – 3                                                                  | Belgio                                                                 | Amichevole                                                             | -                                                                      |                                                                        |
| 27-5-1992                                                              | Losanna                                                                | Svizzera                                                               | 2 – 1                                                                  | Francia                                                                | Amichevole                                                             | -                                                                      |                                                                        |
| 5-6-1992                                                               | Lens                                                                   | Francia                                                                | 1 – 1                                                                  | Paesi Bassi                                                            | Amichevole                                                             | -                                                                      | 61’                                                                    |
| 10-6-1992                                                              | Stoccolma                                                              | Svezia                                                                 | 1 – 1                                                                  | Francia                                                                | Euro 1992 - 1º turno                                                   | -                                                                      | 35’ 66’                                                                |
| 14-6-1992                                                              | Malmö                                                                  | Francia                                                                | 0 – 0                                                                  | Inghilterra                                                            | Euro 1992 - 1º Turno                                                   | -                                                                      | 46’                                                                    |
| 27-3-1993                                                              | Vienna                                                                 | Austria                                                                | 0 – 1                                                                  | Francia                                                                | Qual. Mondiali 1994                                                    | -                                                                      |                                                                        |
| 28-4-1993                                                              | Parigi                                                                 | Francia                                                                | 2 – 1                                                                  | Svezia                                                                 | Qual. Mondiali 1994                                                    | -                                                                      |                                                                        |
| 22-3-1994                                                              | Lione                                                                  | Francia                                                                | 3 – 1                                                                  | Cile                                                                   | Amichevole                                                             | -                                                                      |                                                                        |
| 26-5-1994                                                              | Kōbe                                                                   | Francia                                                                | 1 – 0                                                                  | Australia                                                              | Kirin Cup 1994                                                         | -                                                                      |                                                                        |
| 29-5-1994                                                              | Tōkyō                                                                  | Giappone                                                               | 1 – 4                                                                  | Francia                                                                | Kirin Cup 1994                                                         | -                                                                      | 85’                                                                    |
| 17-8-1994                                                              | Bordeaux                                                               | Francia                                                                | 2 – 2                                                                  | Rep. Ceca                                                              | Amichevole                                                             | -                                                                      |                                                                        |
| 7-9-1994                                                               | Bratislava                                                             | Slovacchia                                                             | 0 – 0                                                                  | Francia                                                                | Qual. Euro 1996                                                        | -                                                                      |                                                                        |
| 8-10-1994                                                              | Saint-Étienne                                                          | Francia                                                                | 0 – 0                                                                  | Romania                                                                | Qual. Euro 1996                                                        | -                                                                      |                                                                        |
| 16-11-1994                                                             | Zabrze                                                                 | Francia                                                                | 0 – 0                                                                  | Polonia                                                                | Qual. Euro 1996                                                        | -                                                                      | 37’                                                                    |
| 13-12-1994                                                             | Trebisonda                                                             | Azerbaigian                                                            | 0 – 2                                                                  | Francia                                                                | Qual. Euro 1996                                                        | -                                                                      |                                                                        |
| 18-1-1995                                                              | Utrecht                                                                | Paesi Bassi                                                            | 0 – 1                                                                  | Francia                                                                | Amichevole                                                             | -                                                                      | 61’                                                                    |
| 29-3-1995                                                              | Ramat Gan                                                              | Israele                                                                | 0 – 0                                                                  | Francia                                                                | Qual. Euro 1996                                                        | -                                                                      |                                                                        |
| 26-4-1995                                                              | Nantes                                                                 | Francia                                                                | 4 – 0                                                                  | Slovacchia                                                             | Qual. Euro 1996                                                        | -                                                                      |                                                                        |
| 16-8-1995                                                              | Parigi                                                                 | Francia                                                                | 1 – 1                                                                  | Polonia                                                                | Qual. Euro 1996                                                        | -                                                                      | 66’                                                                    |
| 6-9-1995                                                               | Auxerre                                                                | Francia                                                                | 10 – 0                                                                 | Azerbaigian                                                            | Qual. Euro 1996                                                        | -                                                                      | 57’                                                                    |
| 11-10-1995                                                             | Bucarest                                                               | Romania                                                                | 1 – 3                                                                  | Francia                                                                | Qual. Euro 1996                                                        | -                                                                      |                                                                        |
| 15-11-1995                                                             | Caen                                                                   | Francia                                                                | 2 – 0                                                                  | Israele                                                                | Qual. Euro 1996                                                        | -                                                                      |                                                                        |
| 24-1-1996                                                              | Parigi                                                                 | Francia                                                                | 3 – 2                                                                  | Portogallo                                                             | Amichevole                                                             | -                                                                      | 69’                                                                    |
| 21-2-1996                                                              | Nîmes                                                                  | Francia                                                                | 3 – 1                                                                  | Grecia                                                                 | Amichevole                                                             | -                                                                      | 46’                                                                    |
| 27-3-1996                                                              | Bruxelles                                                              | Belgio                                                                 | 0 – 2                                                                  | Francia                                                                | Amichevole                                                             | -                                                                      | 46’                                                                    |
| 29-5-1996                                                              | Strasburgo                                                             | Francia                                                                | 2 – 1                                                                  | Finlandia                                                              | Amichevole                                                             | -                                                                      |                                                                        |
| 1-6-1996                                                               | Stoccarda                                                              | Germania                                                               | 0 – 1                                                                  | Francia                                                                | Amichevole                                                             | -                                                                      | 86’                                                                    |
| 5-6-1996                                                               | Villeneuve-d'Ascq                                                      | Francia                                                                | 2 – 0                                                                  | Armenia                                                                | Amichevole                                                             | 1                                                                      | 46’                                                                    |
| 15-6-1996                                                              | Leeds                                                                  | Francia                                                                | 1 – 1                                                                  | Spagna                                                                 | Euro 1996 - 1º turno                                                   | -                                                                      | 65’                                                                    |
| 26-6-1996                                                              | Manchester                                                             | Rep. Ceca                                                              | 0 – 0 dts (6 – 5 dtr)                                                  | Francia                                                                | Euro 1996 - Semifinale                                                 | -                                                                      | 82’                                                                    |
| Totale                                                                 |                                                                        | Presenze                                                               | 37                                                                     |                                                                        | Reti                                                                   | 1                                                                      |                                                                        |

#### Guadalupa
| Cronologia completa delle presenze e delle reti in nazionale ― Guadalupa | Cronologia completa delle presenze e delle reti in nazionale ― Guadalupa | Cronologia completa delle presenze e delle reti in nazionale ― Guadalupa | Cronologia completa delle presenze e delle reti in nazionale ― Guadalupa | Cronologia completa delle presenze e delle reti in nazionale ― Guadalupa | Cronologia completa delle presenze e delle reti in nazionale ― Guadalupa | Cronologia completa delle presenze e delle reti in nazionale ― Guadalupa | Cronologia completa delle presenze e delle reti in nazionale ― Guadalupa |
| Data                                                                     | Città                                                                    | In casa                                                                  | Risultato                                                                | Ospiti                                                                   | Competizione                                                             | Reti                                                                     | Note                                                                     |
| ------------------------------------------------------------------------ | ------------------------------------------------------------------------ | ------------------------------------------------------------------------ | ------------------------------------------------------------------------ | ------------------------------------------------------------------------ | ------------------------------------------------------------------------ | ------------------------------------------------------------------------ | ------------------------------------------------------------------------ |
| 24-11-2006                                                               | Georgetown                                                               | Rep. Dominicana                                                          | 0 – 3                                                                    | Guadalupa                                                                | Qual. Gold Cup 2007                                                      | 1                                                                        | 58’                                                                      |
| 26-11-2006                                                               | Georgetown                                                               | Guyana                                                                   | 3 – 2                                                                    | Guadalupa                                                                | Qual. Gold Cup 2007                                                      | -                                                                        |                                                                          |
| 28-11-2006                                                               | Georgetown                                                               | Antigua e Barbuda                                                        | 1 – 3                                                                    | Guadalupa                                                                | Qual. Gold Cup 2007                                                      | -                                                                        | 46’                                                                      |
| 6-1-2007                                                                 | Le Lamentin                                                              | Martinica                                                                | 3 – 0                                                                    | Guadalupa                                                                | Amichevole                                                               | -                                                                        | 46’                                                                      |
| 14-1-2007                                                                | Marabella                                                                | Cuba                                                                     | 1 – 2                                                                    | Guadalupa                                                                | Qual. Gold Cup 2007                                                      | 1                                                                        |                                                                          |
| 16-1-2007                                                                | Marabella                                                                | Guadalupa                                                                | 3 – 4                                                                    | Guyana                                                                   | Qual. Gold Cup 2007                                                      | -                                                                        | 64’                                                                      |
| 18-1-2007                                                                | Marabella                                                                | Guadalupa                                                                | 1 – 0                                                                    | Saint Vincent e Grenadine                                                | Qual. Gold Cup 2007                                                      | -                                                                        | 64’                                                                      |
| 20-1-2007                                                                | Port of Spain                                                            | Guadalupa                                                                | 1 – 3                                                                    | Haiti                                                                    | Qual. Gold Cup 2007                                                      | -                                                                        | 73’                                                                      |
| 23-1-2007                                                                | Port of Spain                                                            | Cuba                                                                     | 2 – 2                                                                    | Guadalupa                                                                | Qual. Gold Cup 2007                                                      | -                                                                        | 65’                                                                      |
| 24-3-2007                                                                | Le Gosier                                                                | Guadalupa                                                                | 2 – 2                                                                    | Trinidad e Tobago                                                        | Amichevole                                                               | -                                                                        |                                                                          |
| 9-6-2007                                                                 | Miami                                                                    | Guadalupa                                                                | 2 – 1                                                                    | Canada                                                                   | Gold Cup 2007 - 1º turno                                                 | 1                                                                        | 89’                                                                      |
| 11-6-2007                                                                | Miami                                                                    | Costa Rica                                                               | 1 – 0                                                                    | Guadalupa                                                                | Gold Cup 2007 - 1º turno                                                 | -                                                                        | 66’                                                                      |
| 17-6-2007                                                                | Houston                                                                  | Honduras                                                                 | 1 – 2                                                                    | Guadalupa                                                                | Gold Cup 2007 - Quarti di finale                                         | 1                                                                        |                                                                          |
| 21-6-2007                                                                | Chicago                                                                  | Messico                                                                  | 1 – 0                                                                    | Guadalupa                                                                | Gold Cup 2007 - Semifinale                                               | -                                                                        | 90+2’                                                                    |
| Totale                                                                   |                                                                          | Presenze                                                                 | 14                                                                       |                                                                          | Reti                                                                     | 4                                                                        |                                                                          |

## Palmarès

### Giocatore

#### Club

##### Competizioni nazionali
- Campionato francese: 1

Olympique Marsiglia: 1991-1992
- Campionato francese: 1 (revocato)

Olympique Marsiglia: 1992-1993
- Coppa di Spagna: 1

Valencia: 1998-1999
- Supercoppa di Spagna: 1

Valencia: 1999
- Campionato spagnolo: 1

Valencia: 2001-2002

##### Competizioni internazionali
- UEFA Champions League: 1

Olympique Marsiglia: 1992-1993
- Coppa Intertoto UEFA: 1

Valencia: 1998

#### Nazionale
- Campionato d'Europa Under-21: 1

1988

#### Individuale
- ESM Team of the Year: 3

1996-1997, 1999-2000, 2000-2001